# Нова Весь (Ленчицький повіт)
Нова Весь (пол. Nowa Wieś) — село в Польщі, у гміні Ґрабув Ленчицького повіту Лодзинського воєводства.
У 1975-1998 роках село належало до Конінського воєводства.